# 川瀬良子
川瀬 良子（かわせ りょうこ、本名：村松 良子（むらまつ りょうこ）、1982年2月28日 - ）は、日本の女優、タレント、元ファッションモデル。
静岡市駿河区出身。レプロエンタテインメント所属。

## 来歴
1998年、高校生の頃に『mc Sister』の専属モデルに選ばれデビュー。
専属モデルの頃はテレビではCMの出演に留まっていたが、モデルの仕事を離れてからはレポーターやラジオのパーソナリティなど女優の仕事に移行している。

## 人物
- 趣味 - ベランダ菜園、お米と野菜作り、音楽映画鑑賞、工場夜景鑑賞[2]
- 特技・資格 - アロマテラピー検定1級、食の検定３級・普通自動車免許[2]

## 出演

### テレビ
- 王様のブランチ（2002年10月 - 2004年9月、TBS）
- 王様のお夜食（2002年10月 - 2004年10月、TBS）
- Mita-Cine倶楽部（2004年8月 - 2006年3月、パーフェクト・チョイス）
- Choi Cine倶楽部（2006年4月 - 11月、パーフェクト・チョイス）
- 買物大図鑑（TBS）
- 世界・ふしぎ発見!（TBS）
- 夢の扉 〜NEXT DOOR〜（TBS）
- しずおか歩記（2006年4月 - 、静岡第一テレビ）　※月1回出演
- 2時っチャオ!（2007年4月 - 2009年3月、TBS）
- サラリーマンNEO Season2（2007年4月 - 9月、NHK総合）
- NECグリーンロケッツ Get Try!（2007年4月 - 、千葉テレビ放送）
- 千原ジュニアのシャインになりたい（2007年10月 - 2009年3月、東京MXテレビ（TOKYO MX））
- ズームイン!!SUPER（2008年2月 - 2011年3月、日本テレビ）※水曜レギュラー
- 趣味の園芸 やさいの時間（2010年4月 - 2020年3月、NHK教育（Eテレ））
- ぐるぐるナインティナイン（2010年7月1日他、日本テレビ）
- 土ようマルシェ（2011年4月 - 2012年3月、NHK総合）
- 教えて・からだのミカタ（2011年、BS-TBS）
- 小宮山雄飛のTHE FOODIES（2014年、フーディーズTV）[3]

### テレビドラマ
- 海猿（2005年、フジテレビ）

### ラジオ
- JUNGLE PARADISE（2001年、FM-FUJI）
- サタデーホットリクエスト（2001年、NHK-FM）　コーナーレギュラー
- ANNAのHAPPY-GO-LUCKY（2005年7月 - 2006年3月、TOKYO FM）
- 佐川急便カウントダウンエクスプレス（2006年1月 - 3月、TOKYO FM）
- TOYOTA SOUND IN MY LIFE（2006年10月 - 2009年3月、TOKYO FM）
- ハイウェイ★ソウルフード（2009年9月 - 、TOKYO FM）
- 高橋芳朗 HAPPY SAD（2011年4月 - 2012年9月、TBSラジオ）アシスタント
- Wanted!!（2012年10月3日 - 2012年12月26日、TBSラジオ）水曜アシスタント
- ドコモ団塊倶楽部（2012年10月13日 - 2015年3月、文化放送）レポーター、隔週
- あぐりずむ（2013年4月 - 、TOKYO FM）
- シンクロのシティ（2014年1月2日 - 2014年5月1日、TOKYO FM）※MiOの代理出演
- 情報ミックスバラエティ パズル（2016年10月 - 2017年3月、文化放送）金曜パーソナリティ
- 暮らしのいきものずかん　(- 2019年9月 TOKYO FM)
- やまやコミュニケーションズpresents 紘毅の日曜日はウタ好キ！(2019年8月4日 - 、CROSS FM)
- SONG OF SEASON (2019年10月 - 終了、TOKYO FM)　土曜日
- 農泊しようよ (2019年10月 - 終了、TOKYO FM)　土曜日
- 工具大好き（2022年10月1日 - 、TBSラジオ）

### CM
- 江崎グリコ ポッキー
- 大塚ベバレジ とんがらC（1999年）
- 花王 ケープ（2001年）
- マクドナルド チキンマックナゲット（2001年）
- サントリー リプトン（2001年）
- コーセー　ホワイティスト（2006年）
- 本田技研工業 HONDA耕うん機(2021～)

### 雑誌
mc Sister（1998年 - 200?年）